# Maia Maneza
Maia Salakharovna Maneza (em cazaque:  Майя Манеза; 1º de novembro de 1985) é uma halterofilista do Cazaquistão.

## Nacionalidade e carreira
Segundo fontes oficiais, Maia Maneza nasceu em Bisqueque, no Quirguistão, e viveu por muitos anos em Pequim, na China. Em 2007, mudou-se para o Cazaquistão junto com Zulfia Tchinchanlo, adquirindo a cidadania cazaque. Entretanto, de acordo com relatos da mídia chinesa, Maneza competia sob o nome de Yao Li (em chinês:   姚丽) na China. Teria nascido em 1985 na província de Liaoning, iniciado sua carreira esportiva no atletismo e sido recrutada para o levantamento de peso pelo técnico Sun Zhenqi. Após se destacar em competições provinciais, teria se transferido para a equipe de Hunan, onde treinou sob a orientação de Zhu Mingwu.
Nos Jogos Olímpicos de Pequim 2008, Maneza foi inscrita pelo Cazaquistão, mas acabou não competindo. Em entrevista na época, alegou que uma lesão no cotovelo a impediu de participar. No entanto, veículos chineses especularam que sua retirada poderia estar relacionada a questões de nacionalidade. Naquele período, o Comitê Olímpico Internacional determinava que atletas naturalizados precisavam esperar pelo menos três anos para representar um novo país nos Jogos Olímpicos.
Seu primeiro torneio internacional pelo Cazaquistão foi o Campeonato Asiático de 2009, realizado em Taldikorgan. Na ocasião, ficou em terceiro lugar com um total de 229 kg (98 kg no arranco e 131 kg no arremesso), atrás da chinesa Liu Xia (231 kg) e da norte-coreana O Jong-Ae (229 kg). No mesmo ano, surpreendeu ao vencer o Campeonato Mundial em Goyang. Terminou a prova de arranco na terceira colocação, com 105 kg, mas conseguiu superar suas adversárias no arremesso, levantando 141 kg e atingindo um total de 246 kg. Com isso, superou a russa Svetlana Tsarukaieva, que levantou os mesmos 246 kg, mas tinha maior peso corporal, e a turca Sibel Şimşek, que alcançou 243 kg.
Em 2010, conquistou dois títulos importantes. Venceu os Jogos Asiáticos de Cantão na categoria até 63 kg, somando 241 kg (106 kg no arranco e 135 kg no arremesso). No mesmo ano, tornou-se bicampeã mundial, agora em Antália, ao levantar 248 kg (105 kg no arranco e 143 kg no arremesso). Seu desempenho no arremesso foi um recorde mundial da categoria até 63 kg.
No Campeonato Mundial de 2011, realizado em Paris, alcançou sua melhor marca pessoal com 248 kg (109 kg no arranco e 139 kg no arremesso). No entanto, ficou com a prata ao ser superada por Svetlana Tsarukaieva, que atingiu 255 kg (117 kg no arranco e 138 kg no arremesso).
Nos Jogos Olímpicos de Londres 2012, Maneza conquistou a medalha de ouro na categoria até 63 kg, quebrando o recorde olímpico com um total de 245 kg. Sua vitória representou a segunda medalha de ouro para o Cazaquistão no levantamento de peso feminino naquela edição, após o triunfo de Zulfia Tchinchanlo na categoria até 53 kg.
Após a vitória, sua postura em relação ao passado mudou. Durante a coletiva de imprensa, negou qualquer vínculo esportivo com a China, afirmando ter apenas morado no país por dez anos e insistindo que nasceu no Quirguistão. Protestou contra perguntas em chinês e preferiu responder em russo, apesar de sua fluência limitada no idioma.
Ela fez uma pausa no esporte após os Jogos Olímpicos de 2012. Em abril de 2013, casou-se com o levantador de peso cazaque Viatcheslav Ierchov, campeão dos Jogos Asiáticos de 2006.
Em 2014, retornou às competições no Campeonato Mundial daquele ano, terminando em oitavo lugar na categoria até 69 kg. No Campeonato Mundial de 2015, novamente ficou na oitava posição, na mesma categoria.
Em junho de 2016, a Federação Internacional de Halterofilismo (IWF) anunciou que novas análises das amostras coletadas durante os Jogos Olímpicos de Londres 2012 indicaram que Maneza havia testado positivo para substâncias proibidas, especificamente estanozolol. Em 27 de outubro de 2016, o Comitê Olímpico Internacional (COI) retirou oficialmente sua medalha de ouro conquistada em Londres.
Em agosto do mesmo ano, novas reanálises das amostras dos Jogos Olímpicos de Pequim 2008 revelaram outro resultado positivo para estanozolol. Maneza estava entre os 15 halterofilistas de países como Azerbaijão, Belarus, China, Cazaquistão, Rússia e Ucrânia cujos testes antidoping foram reprovados na nova análise. Apesar de não ter competido nos Jogos de 2008, Maneza foi formalmente desclassificada dessa edição devido ao teste positivo.

## Quadro de resultados
Principais resultados de Maia Maneza:
| Ano  | Competição                         | Classe de peso | Marca (kg)    | Pos. | Ref.          |
| ---- | ---------------------------------- | -------------- | ------------- | ---- | ------------- |
| 2008 | Jogos Olímpicos em Pequim          | –63 kg         | Não começou   | DSQ  | [ 12 ]        |
| 2009 | Campeonato Asiático em Taldikorgan | –63 kg         | 229 (98+131)  | 3    | [ 12 ]        |
| 2009 | Campeonato Mundial em Goyang       | –63 kg         | 246 (105+141) | 1    | [ 12 ] [ 16 ] |
| 2010 | Campeonato Mundial em Antália      | –63 kg         | 248 (105+143) | 1    | [ 12 ] [ 16 ] |
| 2010 | Jogos Asiáticos em Cantão          | –63 kg         | 241 (106+135) | 1    | [ 12 ] [ 16 ] |
| 2011 | Campeonato Mundial em Paris        | –63 kg         | 248 (109+139) | 2    | [ 12 ] [ 16 ] |
| 2012 | Jogos Olímpicos em Londres         | –63 kg         | 245 (110+135) | DSQ  | [ 12 ] [ 16 ] |
| 2014 | Campeonato Mundial em Almati       | –69 kg         | 231 (105+126) | 8.   | [ 12 ] [ 16 ] |
| 2015 | Campeonato Mundial em Houston      | –69 kg         | 235 (100+135) | 8.   | [ 12 ] [ 16 ] |